# Doll Domination: The Mini Collection
„Doll Domination: The Mini Collection“ е мини албум на американската група Пусикет Долс издаден през април 2009.

## Списък с песните
1. „Jai Ho! (You Are My Destiny)" (с A. R. Rahman и Никол Шерцингер) – 3:42
2. „When I Grow Up" – 4:05
3. „Whatcha Think About That" (с Миси Елиът) – 3:48
4. „Painted Windows" – 3:35
5. „I Hate This Part" – 3:39
6. „Hush Hush; Hush Hush" – 4:13

## Сертификации
| Държава        | Сертификат | Продажби |
| -------------- | ---------- | -------- |
| Великобритания | Сребърен   | 60 000   |